# Tydzień mody

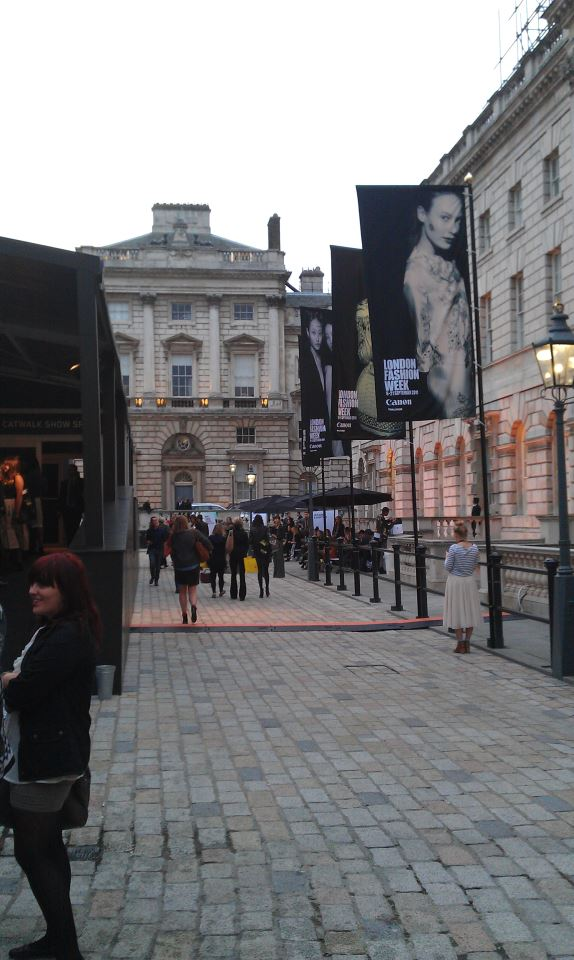
Wejście na pokaz w Somerset House podczas London Fashion Week w listopadzie 2011

Tydzień mody (ang. Fashion week) – najważniejsze wydarzenie w tej branży, które pozwala projektantom i domom mody zaprezentować swoje najnowsze kolekcje. Najważniejsze pokazy odbywają się w Mediolanie, Paryżu, Londynie, Nowym Jorku i Berlinie.

## Tygodnie mody
W czterech stolicach świata mody Fashion week jest jednym z największych corocznych wydarzeń branżowych. Od stycznia do marca projektanci prezentują swoje kolekcje na sezon Jesień/Zima, natomiast od września do listopada projekty na sezon Wiosna/Lato. Pokazy muszą być organizowane na kilka miesięcy przed sezonem, aby dać szansę prasie i klientom na obejrzenie kreacji.
Pierwsze pokazy rozpoczynają się w Nowym Jorku, następnie w Londynie i Mediolanie. Ostatnie pokazy odbywają się w Paryżu. Miasta te nazywane są „Wielką Czwórką” tygodni mody.
Imprezy te przyciągają uwagę potencjalnych klientów, redaktorów naczelnych magazynów mody, media, gwiazdy oraz członków przemysłu rozrywkowego.
W przeszłości Tygodnie mody miały charakter wyłącznie handlowy. Obecnie są widowiskiem i wydarzeniem medialnym. Pojawiają się na nich muzycy oraz sławne gwiazdy. Zwykli ludzie muszą nabyć specjalne przepustki, aby obejrzeć pokaz lub wziąć udział w wystawie, na której prezentowane są torebki, biżuteria, obuwie, kapelusze i kosmetyki. W imprezie bierze udział wiele szkół dla projektantów.
Niektóre Tygodnie mody mogą mieć określony motyw przewodni, np. Tydzień mody w Miami (Stroje kąpielowe), Tydzień mody Couture (dzieła jednego projektanta) lub Tydzień mody ślubnej.

## Tygodnie mody na świecie

### Argentyna
- Buenos Aires Fashion Week
- Cordoba Fashion Week
- Mendoza Fashion Week
- Santa Fe Fashion Week

### Australia
- Australian Fashion Week
- Melbourne Fashion Festival

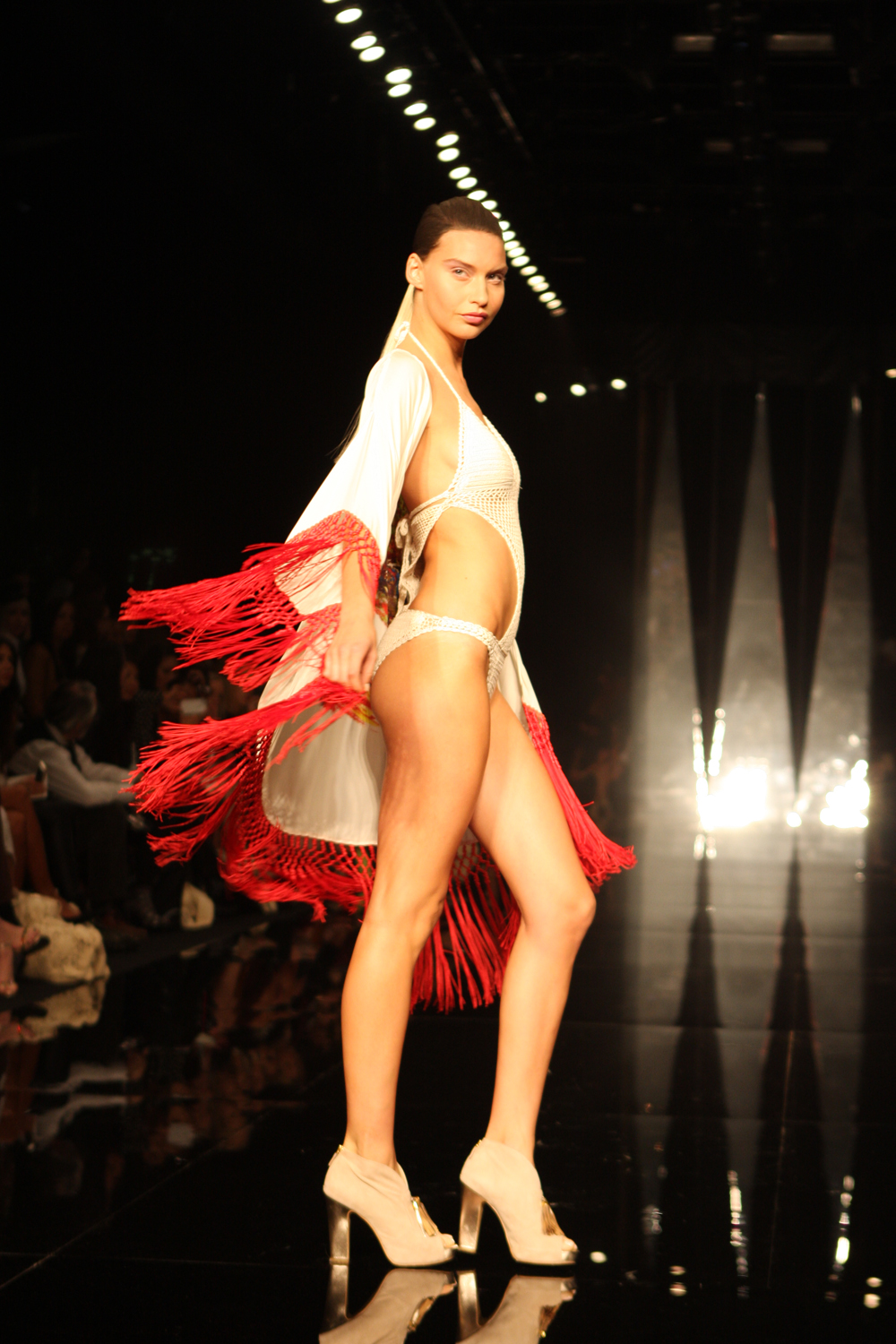
Modelka podczas pokazu na Australian Fashion Week

- Mercedes-Benz Fashion Festival Brisbane

### Bangladesz
- Bangladesh Fashion Week
- Dhaka Fashion Week

### Brazylia
- Belo Horizonte Fashion Week
- Brasília Fashion Week
- Fortaleza Fashion Week
- Manaus Fashion Week
- Rio Fashion Week
- Salvador de Bahia Black Fashion Week
- São Paulo Fashion Week

### Chile
- Chile Fashion Week
- Elite Model Look Chile
- Santiago Fashion Week

### Chiny
- China Fashion Week
- Elite Model Look International 2009
- Guangzhou Fashion Week
- Hong Kong Fashion Week
- Shanghai Fashion Week
- Shenzhen Fashion Week
- Tianjin Fashion Week

### Dania
- Copenhagen Fashion Week
- Gallery Int Fashion Fair

### Fidżi
- Fiji Fashion Week

### Francja
- Africa Fashion Week Paris
- Bordeaux Fashion Week
- Elite Model Look
- Cannes-Nice Fashion Week
- Le Bal des Débutantes
- Tydzień mody w Paryżu
  - Fall 2008 fashion weeks
  - Men's Fashion Week
  - Haute couture Fashion week
- Marseille Fashion Week
- Nantes Fashion Week
- Lille Fashion Week

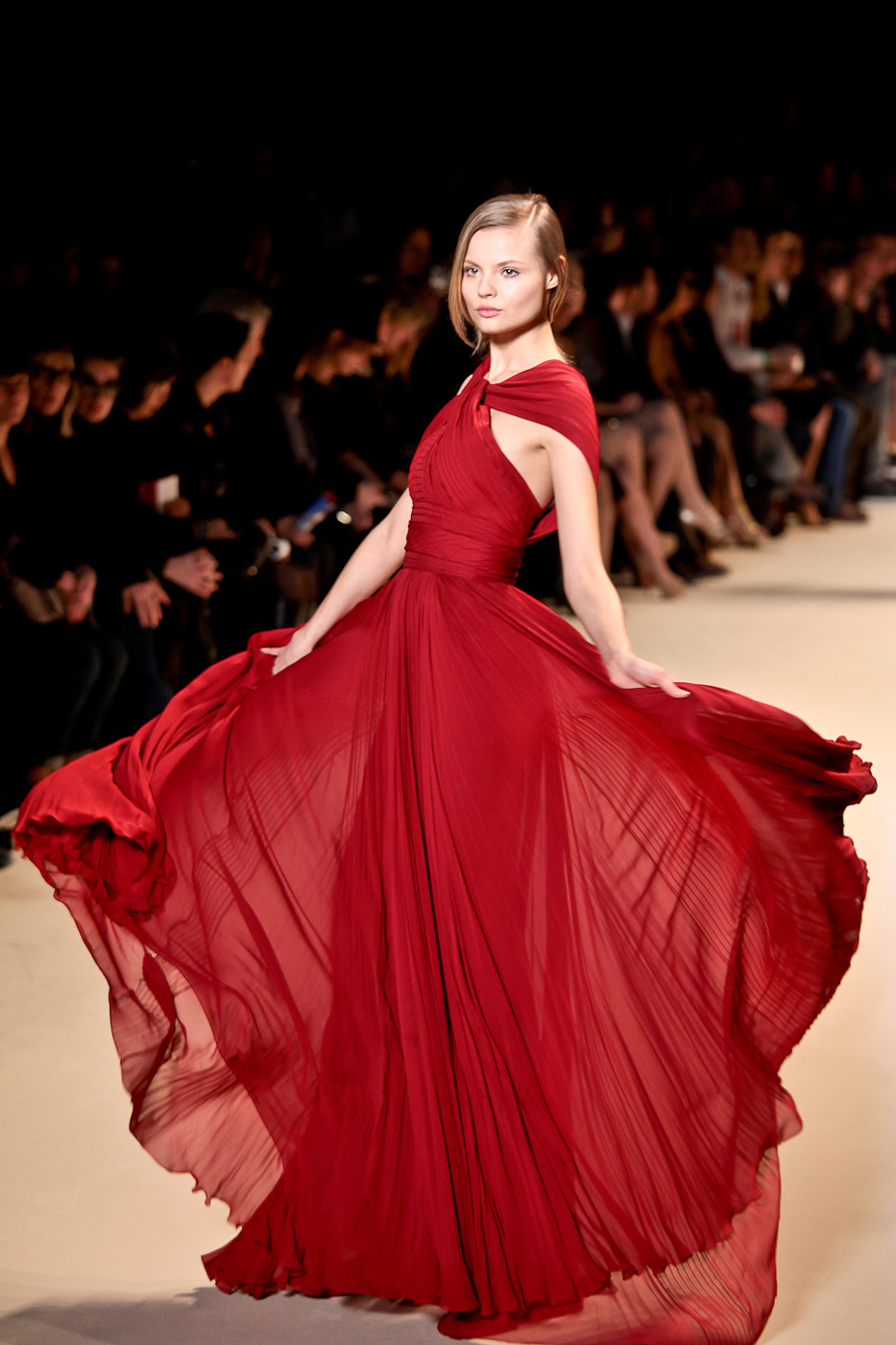
Magdalena Frąckowiak w Tygodniu Mody w Paryżu

- Lyon Fashion Week (FashionCity Show)
- Toulouse Fashion Week
- Strasbourg Fashion Week (EM Fashion Week)
- St. Tropez Fashion Week
- Spring 2004 Dior couture collection

### Grecja
- Athens Xclusive Designers Week

### Gruzja
- Tbilisi Fashion Week

### Hiszpania
- Cibeles Madrid Fashion Week

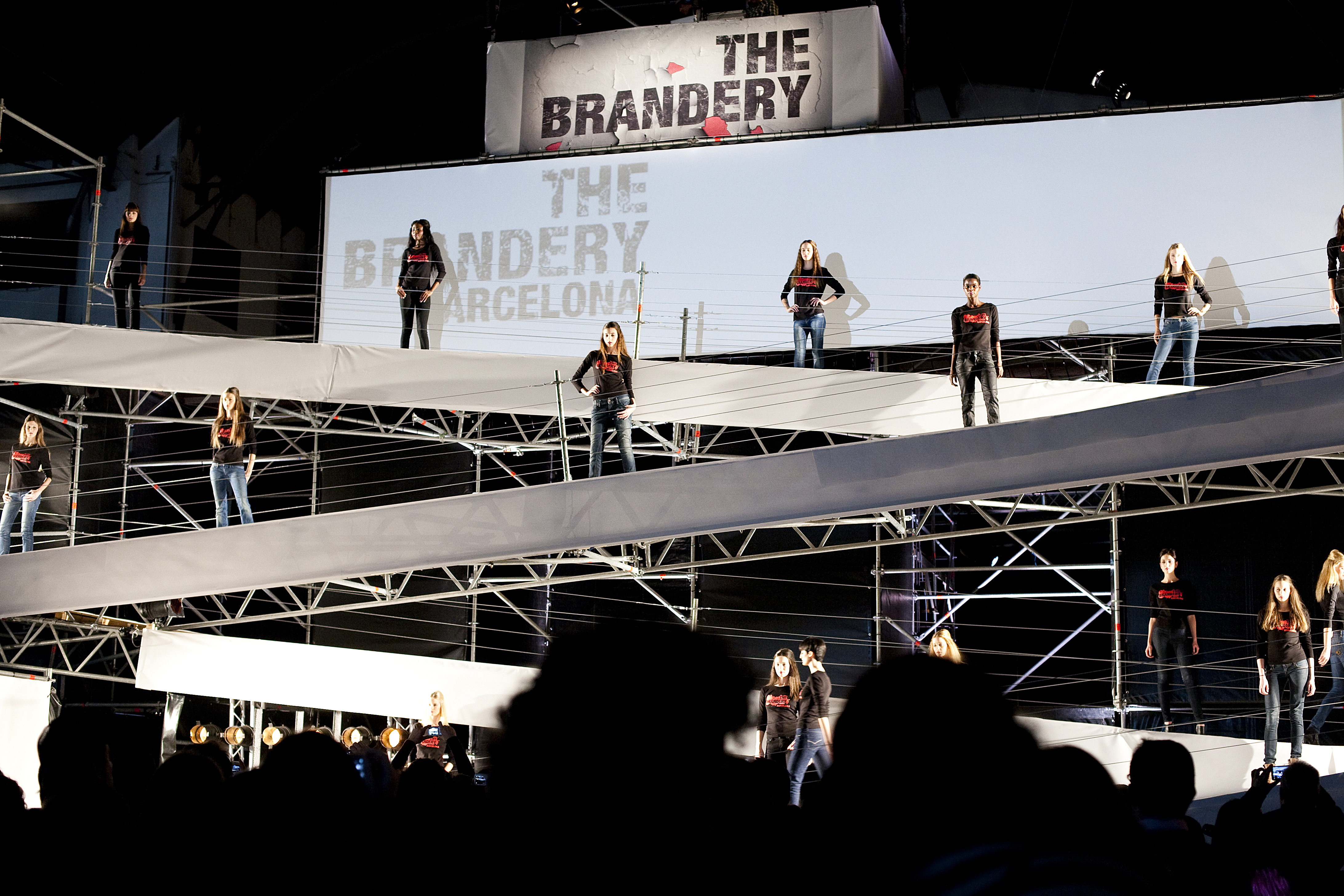
modelki na wybiegu podczas The Brandery

- Barcelona Fashion Week (Pasarela Gaudí)
- Malagá Fashion Week (Plaza Mayor Week)
- Murcia Fashion Week
- Valencia Fashion Week
- Sevilla Fashion Week
- Zaragoza Fashion Week
- The Brandery

### Indie
- Bangalore Fashion Week
- India Fashion Week
- Indore Fashion Week
- Lakme Fashion Week

### Indonezja

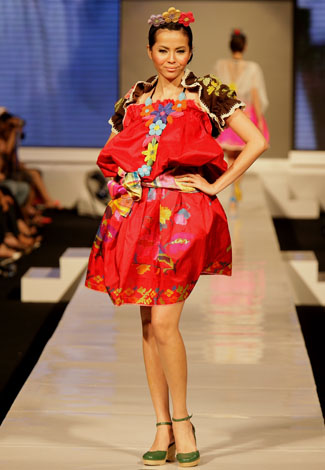
Modelki na wybiegu podczas Jakarta Fashion Week

- Jakarta Fashion Week

### Jamajka
- Kingston Bridal Week

### Japonia
- Hiroshima Fashion Week
- Kōbe Collection
- Kyoto Fashion Week
- Osaka Fashion Week
- Nagoya Fashion Week
- Sapporo Fashion Week
- Tokyo Fashion Week
- Tokyo Girls Collection

### Kanada
- Alberta Fashion Week
- Fashion Cares
- LG Fashion Week
- Men's Fashion Week

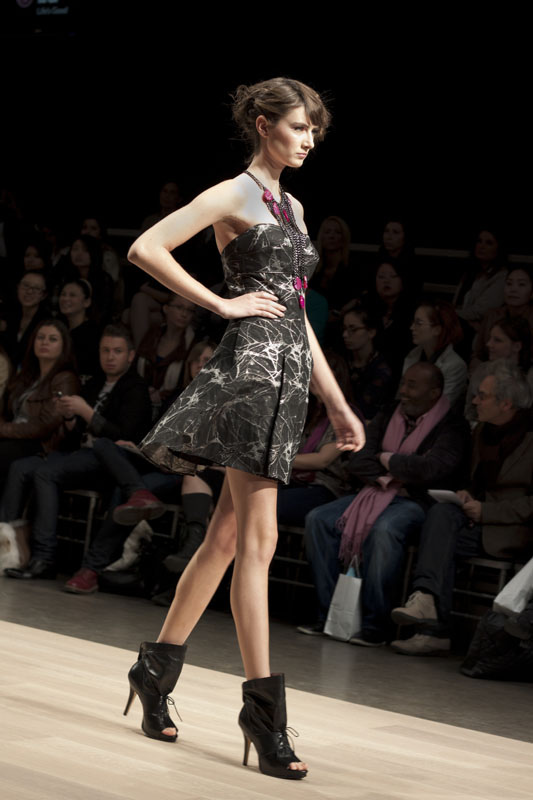
Modelka na wybiegu podczas LG Fashion Week w 2010

- Montréal Fashion and Design Festival
- Montréal Fashion Week
- Toronto Fashion Week
- Vancouver Fashion Week

### Korea Południowa
- Miss Asia Pacific World
- Preview in Daegu
- Seoul Fashion Week

### Litwa
- Mados infekcija

### Malawi
- Fashion Malawi Edition

### Malezja
- Kuala Lumpur Fashion Week
- Malaysian International Fashion Alliance (MIFA)

### Monaco
- Montecarlo Fashion Week (Fashion Fair Week)

### Mongolia
- Goyol Fashion Festival

### Nepal
- Nepal Fashion Week

### Niemcy
- Berlin Fashion Week
- Baltic Fashion Week (Uznam)
- Düsseldorf Fashion Week
- Frankfurt Fashion Week
- Hamburg Fashion Week
- Köln Fashion Week
- München Fashion Week
- Stuttgart Fashion Week

### Pakistan
- Pakistan Fashion Week
- Islamabad Fashion Week
- Karachi Fashion Week
- Lahore Fashion Week
- Peshawar Fashion Week
- PFDC Sunsilk Fashion Week

### Polska
- Fashion Anatomy Fashion Week Poland

Oficjalna nazwa Polskiego Tygodnia Mody to Fashion Anatomy Fashion Week Poland. Pierwszy Tydzień odbył się jesienią 2019 r. Fashion Anatomy odbywa się dwa razy w roku w Krakowie.

### Rosja
- Russia Fashion Week
- Moscow Fashion Week
- St. Petersburg Fashion Week
- Nizhny Fashion Week
- Novosibirsk Fashion Week
- Yekaterinburg Ural Fashion Week

### Serbia
- Elite Model Look Serbia

### Singapur
- Asia Fashion Exchange
- Men's Fashion Week
- Singapore Fashion Festival

### Stany Zjednoczone Ameryki
- Africa Fashion Week New York
- Dallas Fashion Week
- Detroit Fashion Week
- Fashion in Film Festival
- Fashion Week Cleveland

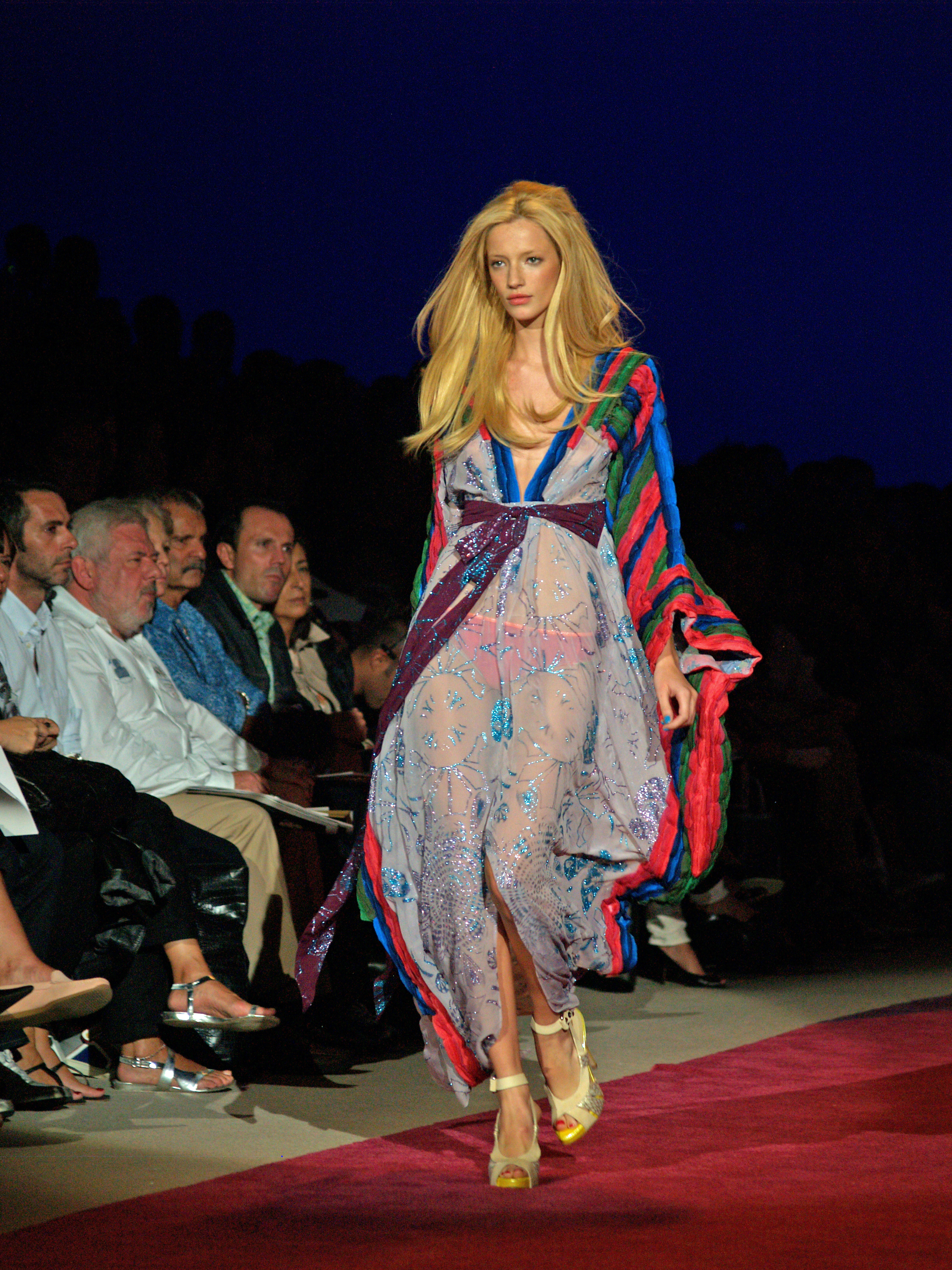
Milagros Schmoll na wybiegu Custo Barcelona wiosną 2009 w pokazie w Nowym Jorku.

- Ford Models Supermodel of the World
- Glamorama
- Hair Wars
- Houston Fashion Week
- Los Angeles Fashion Week
  - Men's Fashion Week
- Men's Fashion Week Los Angeles
- Mercedes-Benz Fashion Week Miami
- Met Ball
- Miami Fashion Week
- Tydzień Mody w Nowym Jorku
  - Fall 2008 fashion weeks
  - List of Fall 2008 New York Fashion Week fashion shows
  - Men's Fashion Week
  - Spring 2008 New York Fashion Week
- Pittsburgh Fashion Week
- Rip the Runway
- Victoria's Secret Fashion Show

### Sri Lanka
- Colombo Fashion Week

### Republika Południowej Afryki
- SA Johannesburg Fashion Week
- Cape Town Fashion Week
- Durban Fashion Week
- Eastern Cape Fashion Week (Port Elizabeth)
- Pretroria Fashion Week

### Wielka Brytania
- Africa Fashion Week London
- Birmingham Fashion Week
- Brighton Fashion Week
- Cheltenham Fashion Week
- Clothes Show Live
- Essex Fashion Week
- Fashion in Film Festival
- Leeds Fashion Show
- Liverpool Fashion Week
- Tydzień Mody w Londynie
  - Fall 2008 fashion weeks
  - Men's Fashion Week
- Manchester Fashion Week
- Oxford Fashion Week
- Strut (fashion show)
- Sunrise in Baku Fashion Project

### Włochy
- Bari Fashion Week
- Bologne Fashion Week
- Cesena Fashion Week[4]
- Firenze Fashion Week
- Genova Fashion Week
- Tydzień Mody w Mediolanie
  - Fall 2008 fashion weeks

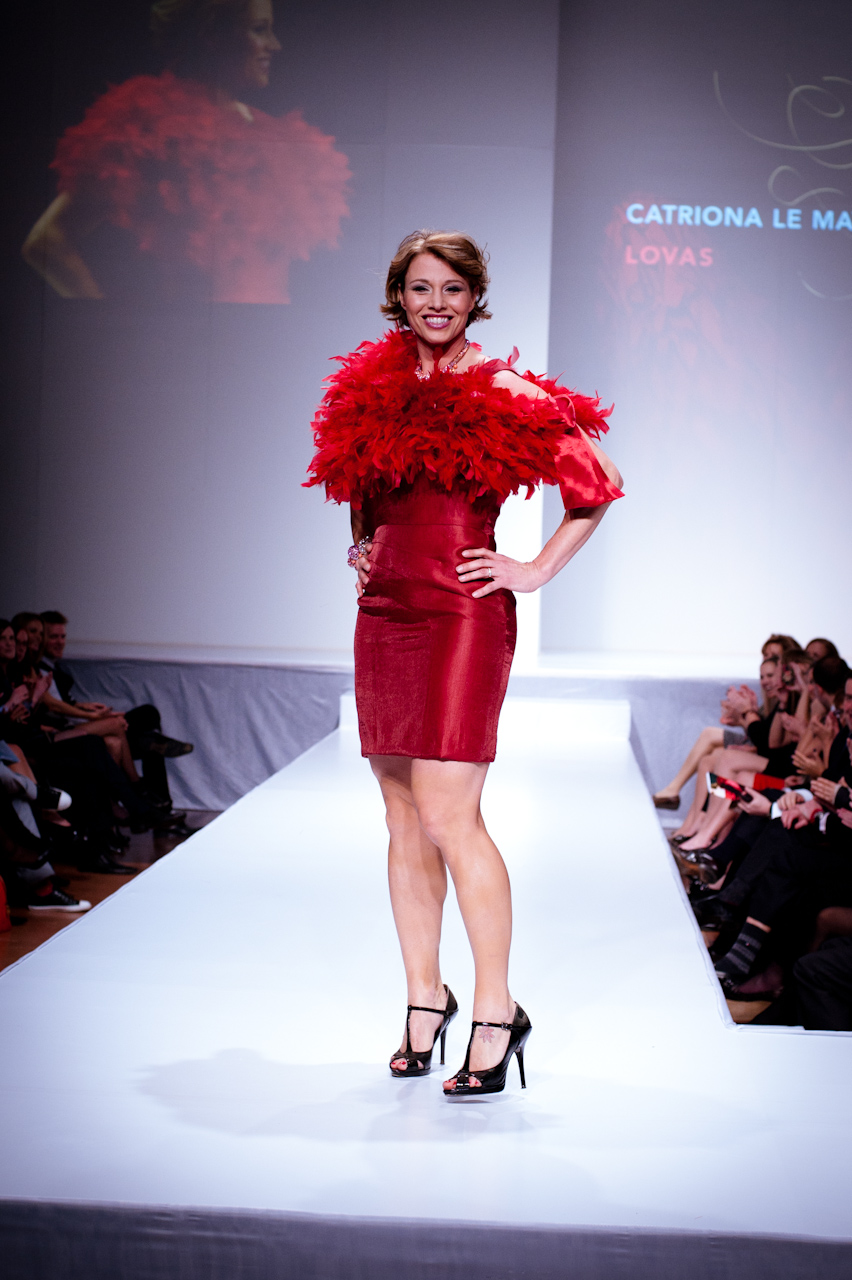
Catriona Le May Doan na wybiegu podczas Tygodnia Mody w Mediolanie

- Napoli Fashion Week (Florida Week)
- Roma Fashion Week
- Torino Fashion Week
- Venezia Fashion Week
- Verona Fashion Week

### Zjednoczone Emiraty Arabskie
- Dubai Fashion Week